# Pajukari (ö i Norra Österbotten)
Pajukari är en ö i Finland.   Den ligger i kommunen Uleåborg i den ekonomiska regionen  Uleåborgs ekonomiska region  och landskapet Norra Österbotten, i den centrala delen av landet, 600 km norr om huvudstaden Helsingfors.